# Pronola fraterna
Pronola fraterna là một loài bướm đêm thuộc phân họ Arctiinae, họ Erebidae.